# Daytime-Emmy-Verleihung 2010
Die Daytime-Emmy-Verleihung 2010 fand am 27. Juni 2011 statt und wurde von CBS live aus dem Las Vegas Hilton übertragen. Durch die Show führte Regis Philbin. Die Nominierungen wurden am 12. Mai in The Early Show verkündet.

## Programmkategorien
| Dramaserie (Outstanding Drama Series)                                                                                      | Spielshow (Outstanding Game/Audience Participation Show) |
| --- | --- |
| - Reich und Schön (CBS) - All My Children (ABC) - General Hospital (ABC) - Schatten der Leidenschaft (CBS)                 | - Cash Cab (Discovery Channel) - Are You Smarter Than a 5th Grader (Syndikation) - Jeopardy! (Syndikation) - Wheel of Fortune (Syndikation) - The Price Is Right (CBS) |
| Entertainment-Talkshow (Outstanding Talk Show-Entertainment)                                                               | Informative Talkshow (Outstanding Talk Show-Informative) |
| - The Ellen DeGeneres Show (Syndikation) - Live with Regis and Kelly (Syndikation) - Rachael Ray (Syndikation)             | - The Doctors (Syndikation) - Dr. Phil (Syndikation) - The Dr. Oz Show (Syndikation)                                                                                   |
| Frühstücksprogramm (Outstanding Morning Program)                                                                           | Lifestylesendung (Outstanding Lifestyle Program) |
| - Today (NBC) - American Morning (CNN) - Good Morning America (ABC)                                                        | - Martha (Hallmark Channel) - Clean House (Style Network) - How Do I Look? (Style Network) - Make: television (PBS) - This Old House (PBS)                             |
| Gerichtssendung (Outstanding Legal/Courtroom Program)                                                                      | Kochsendung (Outstanding Culinary Program) |
| - Christina’s Court (Syndikation) - Caso Cerrado (Telemundo) - Judge Judy (Syndikation) - Judge Jeanine Pirro - The People | - Giada at Home - America’s Test Kitchen - Gourmet’s Adventure with Ruth - Tyler’s Ultimate                                                                            |

## Schauspiel
| Hauptdarsteller in einer Dramaserie (Outstanding Lead Performance in a Drama Series) | Hauptdarsteller in einer Dramaserie (Outstanding Lead Performance in a Drama Series) |
| Hauptdarsteller | Hauptdarstellerin |
| --- | --- |
| - Michael Park als Jack Snyder in Jung und Leidenschaftlich – Wie das Leben so spielt - Doug Davidson als Paul Williams in Schatten der Leidenschaft - Peter Bergman als Jack Abbott in Schatten der Leidenschaft - Jon Lindstrom als Craig Montgomery in Jung und Leidenschaftlich – Wie das Leben so spielt - James Scott als EJ DiMera in Zeit der Sehnsucht | - Maura West als Carly Tenney Snyder in Zeit der Sehnsucht - Sarah Brown als Claudia Zacchara in General Hospital - Crystal Chappell als Olivia Spencer in Springfield Story - Bobbie Eakes als Krystal Carrey in All My Children - Michelle Stafford als Phyllis Summers Newman in Schatten der Leidenschaft                                                                 |
| Nebendarsteller (Outstanding Supporting Performance in a Drama Series) | |
| Nebendarsteller | Nebendarstellerin |
| - Billy Miller als Billy Abbott in Schatten der Leidenschaft - Jonathan Jackson als Lucky Spencer in General Hospital - Ricky Paul Gordon als Jake Martin in All My Children - Brian Kerwin als Charlie Banks in Liebe, Lüge, Leidenschaft - Bradford Anderson als Damien Spinelli in General Hospital                                                          | - Julie Pinson als Janet Ciccone in Jung und Leidenschaftlich – Wie das Leben so spielt - Beth Chamberlin als Beth Raines in Springfield Story - Carolyn Hennesy als Diane Miller in General Hospital - Bree Williamson als Jessica Buchanan/Tess Smith/Bess Lord/Teen Jess/Wes Granger in Liebe, Lüge, Leidenschaft - Arianne Zucker als Nicole DiMera in Zeit der Sehnsucht |
| Kinderdarsteller in einer Dramaserie (Outstanding Performance by a Younger Artist in a Drama Series) | |
| Kinderschauspieler | Kinderschauspielerin |
| - Drew Tyler Bell als Thomas Forrester in Reich und Schön - Scott Clifton als Schuyler Joplin in Liebe, Lüge, Leidenschaft - Zack Conroy als James Spaulding in Springfield Story - Drew Garrett als Michael Corinthos in General Hospital - Dylan Patton als Will Horton in Zeit der Sehnsucht                                                                 | - Julie Marie Berman als Lulu Spencer in General Hospital - Molly Burnett als Melanie Layton Kirikaris in Zeit der Sehnsucht - Shelley Henning als Stephanie Johnson in Zeit der Sehnsucht - Christel Khalil als Lily Ashby in Schatten der Leidenschaft - Marnie Schulenburg als Alison Stewart in Schatten der Leidenschaft                                                 |

## Moderation
| Gameshow-Moderation (Outstanding Game Show Host)                                                                                                | Talkshow-Moderator (Outstanding Talk Show Host) |
| --- | --- |
| - Ben Bailey, Cash Cab - Wayne Brady, Geh aufs Ganze! - Pat Sajak, Wheel of Fortune - Alex Trebek, Jeopardy! - Carnie Wilson, The Newlywed Game | - Mehmet Oz in The Dr. Oz Show - Bonnie Hunt in The Bonnie Hunt Show - Regis Philbin und Kelly Ripa in Live with Regis and Kelly - Rachael Ray in Rachael Ray - Travis Stork, Andrew Ordno, Jim Sears und Lisa Masterson in The Doctors - Barbara Walters, Whoopi Goldberg, Joy Behar, Elisabeth Hasselbeck und Sherri Shepherd in The View |

## Produktion
| Drehbuch (Outstanding Writing Team)                                                                                   | Regie für eine Dramaserie (Outstanding Drama Series Directing Team)                |
| --- | ---------------------------------------------------------------------------------- |
| - Reich und Schön - All My Children - Schatten der Leidenschaft - Jung und Leidenschaftlich – Wie das Leben so spielt | - General Hospital - All My Children - Reich und Schön - Liebe, Lüge, Leidenschaft |

## Zeichentrick

### Zeichentrickserie
(Outstanding Special Class Animated Program)
- Robert Schooley, Mark McCorkle, Bret Haaland, Dean Hoff und Dina Buteyn (Die Pinguine aus Madagascar)
- Paul Tibbitt, Dina Buteyn und Stephen Hillenburg (SpongeBob Schwammkopf)
- Bradley Zweig, Chris Plourde, Joyce Campbell und Lisa Henson (Sid the Science Kid)
- Sascha Paladino, Mary Harrington, Jeff DeGrandis und Andrew Huebner (Ni Hao, Kai-Lan)

### Sound Mixing – Live Action und Zeichentrick
(Outstanding Sound Mixing – Live Action and Animation)
- Michael Beiriger und Ray Leonard (Cosmo und Wanda – Wenn Elfen helfen)
- Dean Giammarco und Ewan Deane (Hot Wheels: Battle Force 5)
- Kenn Fuller (The Mr. Men Show)

### Drehbuch für eine Zeichentrickserie
(Outstanding Writing in Animation)
- Gene Grillo, Dan Serafin, Tom Sheppard und Jed Spingarn (Barnyard – Der tierisch verrückte Bauernhof)
- Kim Roberson, Bobby Gaylor, Antoine Guilbaud und Dan Povenmire (Phineas und Ferb)
- Carla Filisha, John N. Huss, Jack Ferraiolo, Eric Ledgin, Tom Martin, Matt Fleckenstein, Will Shepard, Kim Samek und Ryan Raddatz (WordGirl)
- Kevin Sullivan, Butch Hartman, Scott Fellows, William Schifrin, Thomas Krajewski, Ed Valentine, Charlotte Fullerton, Amy Keating Rogers, Joanna Lewis, Gary Conrad, Ray De Laurentis (Cosmo und Wanda – Wenn Elfen helfen)
- Bill Motz, Mark McCorkle, Bob Roth, Eddie Guzelian, Brandon Sawyer, Ed Valentine und Robert Schooley (Die Pinguine aus Madagascar)
- Jim Conroy und Glen Berger (FETCH! with Ruff Ruffman)

## Lebenswerk
(Lifetime Achievement Award)
- Agnes Nixon

## Besondere Erwähnung
(Special tributes)
- All My Children
- Jung und Leidenschaftlich – Wie das Leben so spielt
- Dick Clarke
- American Bandstand
- Feed the Children